# Historia electoral del Partido Colorado
A partir del siglo XX el Partido Colorado participó en todas las elecciones. En 1976 y 1981 no hubo elecciones, como hubiera correspondido, debido a que el país estaba en manos de la dictadura cívico-militar.

## Desempeño electoral
| Año         | Candidato (o titular) | Tipo          | Total Nacional (%) | Total Capital (%) | Posición |
| 1900        |                       | Senatorial    | 48,17              | -                 | 1°/3     |
| 1901        |                       | Legislativa   | 54,95              | 55,83             | 1°/2     |
| 1902        |                       | Senatorial    | 34,64              | -                 | 1°/3     |
| 1905        |                       | Legislativa   | 61,33              | 61,45             | 1°/3     |
| 1906        |                       | Senatorial    | 26,86              | -                 | 3°/3     |
| 1907        |                       | Legislativa   | 63,54              | 77,43             | 1°/3     |
| 1908        |                       | Senatorial    | 79,36              | -                 | 1°/3     |
| 1910        |                       | Legislativa   | 86,75              | 86,13             | 1°/3     |
| 1912        |                       | Senatorial    | 24,28              | -                 | 2°/3     |
| 1913        |                       | Legislativa   | 59,59              | 61,85             | 1°/6     |
| 1914        |                       | Senatorial    | 76,21              | -                 | 1°/3     |
| 1916        |                       | Constituyente | 41,21              | 46,79             | 2°/5     |
| 1917        |                       | Legislativa   | 59,57              | -                 | 1°/4     |
| 1918        |                       | Senatorial    | 47,49              | -                 | 1°/4     |
| 1919        |                       | Legislativa   | 29,53              | -                 | 1°/10    |
| 1920        |                       | CNA           | 52,15              | -                 | 1º       |
| 1920        |                       | Senatorial    | 50,32              | -                 | 1º       |
| 1925 (Feb.) |                       | CNA           | 47,75              | -                 | 2º       |
| 1925 (Feb.) |                       | Senatorial    | 46,24              | -                 | 2º       |
| 1925 (Nov.) |                       | Legislativa   | 49,59              | -                 | 1º       |
| 1928        |                       | CNA           | 48,94              | 50                | 1º       |
| 1931        |                       | Legislativa   | 49,12              | -                 | 1º       |
| 1932        |                       | CNA           | 67,03              | 60                | 1º       |
| 1933        |                       | Constituyente | 52,96              | -                 | 1º       |
| 1934        |                       | Legislativa   | 56,13              | -                 | 1º       |

## Elecciones Legislativas 1893
Estas elecciones se caracterizaron por la abstención del Partido Nacional y la dura competencia de la facción Batllista del Partido Colorado contra la facción del presidente Julio Herrera y Obes, del mismo partido. Hubo denuncias de fraudes en 18 de los 19 departamentos. Una de ellas, reproducida en "La Nación" se transcribe a continuación: "Señor Presidente de la Junta Electoral, don Eugenio C. Abelia. De acuerdo con lo que dispone el artículo 16 de la ley de elecciones vigente, fuimos nombrados por el club colorado “Coquimbo”, delegados de dicho centro ante la mesa receptora de votos del 1º  Distrito de la 19ª Sección Judicial. En cumplimiento de cuyo mandato a las nueve y media nos constituimos en el local designado por la instalación de aquella mesa en el juzgado de paz, donde se nos manifestó (...) que la elección no tendría lugar allí, sino en la calle Canaipu. En el buen deseo de cumplir nuestro cometido, nos constituimos al punto preindicado, encontrando ya instalada la mesa, a la que hicimos entrega de la nota que nos acreditaba en nuestro carácter de delegados del expresado club. La comisión receptora (...) decidió rechazarnos en el carácter de que veníamos investidos, dando como fundamento de tan extraña y arbitraria resolución que “en la  19ª Sección Judicial, no reconocían otro club que el denominado “Cruzada Libertadora”, por cuanto el club colorado “Coquimbo” no estaba reconocido por la Comisión Directiva Nacional del Partido Colorado.Ante semejante atentado. Siéndonos denegados los derechos que nos acuerda la misma ley de elecciones."

## Primeras Elecciones delsigloXX
El Partido Colorado triunfó en las 6 elecciones realizadas en este período, en todos los casos con mayoría absoluta de los votos válidos (las primeras 5 con voto indirecto y la sexta con voto popular impuesto por la Constitución aprobada en 1917). Los ganadores de estas elecciones fueron:
Sr. José Batlle y Ordóñez. 1-Mar-1903 a 1-Mar-1907.
Dr. Claudio Williman. 1-Mar-1907 a 1-Mar-1911.
Sr. José Batlle y Ordóñez. 1-Mar-1911 a 1-Mar-1886.
Dr. Feliciano A. Viera. 1-Mar-1915 a 1-Mar-1919.
Dr. Baltasar Brum. 1-Mar-1919 a 1-Mar-1923.
Ing. José Serrato. 1-Mar-1923 a 1-Mar-1927.

## Elecciones Nacionales de 1927
En esta elección triunfo el colorado Juan Campisteguy, que logró la primera magistratura por muy escaso margen. La clave de esta victoria fue la división de los blancos. Campisteguy obtuvo el 48% de los votos, su principal adversario, Luis Alberto de Herrera, obtuvo el 47% y el candidato del Partido Radical Blanco, Lorenzo Carnelli, logró el 2,2%. De haber votado dentro del lema nacionalista, Carnelli hubiera ocasionado la primera victoria blanca del siglo XX. 

## Período 1930-1958
El Partido Colorado triunfó en las 5 elecciones realizadas en este período, en todos los casos con mayoría absoluta de los votos válidos y con leves altibajos de una elección a otra. Los ganadores de estas elecciones fueron:
Dr. Gabriel Terra. 1-Mar-1931 a 12-Mar-1938.
Gral. Alfredo Baldomir. Mar-1938 a 1-Mar-1943.
Dr. Juan José de Amézaga. 1-Mar-1943 a 1-Mar-1947.
Sr. Tomás Berreta. 1-Mar-1947 a 1-Ago-1947.
I.Q. Andrés Martínez Trueba. 1-Mar-1951 a 1-Mar-1952. X. 

## Elecciones Nacionales de 1958
Los resultados de esta elección pusieron fin a 93 años ininterrumpidos de gobiernos colorados. El Partido Nacional triunfo con mayoría absoluta, desplazando al Partido Colorado al segundo lugar. Los colorados obtuvieron el 38% de los votos y solo fueron mayoría en el departamento de Artigas. El resultado sorprendió a toda la nación ya que en aquel entonces no había encuestas y por lo tanto la derrota colorada fue una gran sorpresa. Algunos sectores colorados apoyaron sublemas del Partido Nacional.

## Elecciones Nacionales y Departamentales de 1962
En estas elecciones el Partido Colorado experimenta una considerable recuperación, perdiendo la elección nacional por un estrecho margen. En las elecciones departamentales también se recuperó, logrando ocho intendencias, entre ellas la de Montevideo, que había perdido en 1958.

## Elecciones Nacionales y Departamentales de 1966
En estas elecciones el Partido Colorado reconquista la presidencia de la República con el 50% de los votos emitidos, siendo electo el General Óscar Gestido, quien tras su fallecimiento fue sucedido por Jorge Pacheco Areco. El Partido Colorado obtuvo 10 intendencias y superó el 50% de los votos en sus bastiones históricos.

## Elecciones Nacionales de 1971
En 1971 se llevó a cabo la elección nacional para renovar ambas cámaras y los cargos de presidente y vicepresidente de la República. Esta fue una de las elecciones más reñidas de la historia. Tuvieron que pasar varios días para que se oficializara el triunfo colorado, que se dio por una distancia menor a un punto porcentual sobre el Partido Nacional. En esta elección también se propuso la reelección inmediata del presidente colorado Pacheco Areco, pero como la propuesta no superó la mayoría absoluta de votantes ni el 35% de los habilitados, Pacheco quedó inhabilitado para ser reelecto. El Partido Nacional impugno las elecciones, acusando al Partido Colorado de haber cometido fraude, pero en las investigaciones no se hallaron evidencias de fraude.
Resultado de la elección:
| Partido          | Candidato                  | Votos   | Porcentaje en el partido | Porcentaje sobre el total de votantes |
| ---------------- | -------------------------- | ------- | ------------------------ | ------------------------------------- |
| Partido Colorado | Bordaberry - Sapelli       | 379.515 | 55,68%                   | 22,81%                                |
| Partido Colorado | Batlle - Rodríguez         | 242.804 | 35,62%                   | 14,59%                                |
| Partido Colorado | Vasconcellos - Flores Mora | 48.844  | 7,17%                    | 2,94%                                 |
| Partido Colorado | Pintos - Torielli          | 5.402   | 0,79%                    | 0,32%                                 |
| Partido Colorado | Ribas - Gorlero            | 4.025   | 0,59%                    | 0,24%                                 |
| Partido Colorado | Al lema                    | 1.034   | 0,15%                    | 0,06%                                 |
| Partido Colorado | Total                      | 681.624 | 100,00%                  | 40,96%                                |

## Elecciones Departamentales de 1971
En estas elecciones el Partido Colorado triunfo en cinco departamentos: Montevideo, Canelones, Paysandú, Maldonado y Artigas. En los últimos dos lo hizo por amplio margen. La peor votación la obtuvo en Cerro Largo y Flores con el 30% de los votos. 

## Elecciones Internas de 1982
En 1982 se llevan a cabo las elecciones internas de los partidos políticos. En el Partido Colorado Jorge Batlle fue proscripto.
Por el Partido Colorado se presentaron la lista ABX correspondiente al sector Lista 15, Jorge Batlle Ibáñez. Fue encabezada por el exministro de educación y futuro presidente Julio María Sanguinetti, y la lista BAB dirigida por el expresidente Jorge Pacheco Areco. Otros sectores locales se presentaron en diversas listas, que debían ser identificadas con letras, como por ejemplo el Batllismo Radical de Manuel Flores Mora y diversas alianzas locales entre los sectores noístas (opositores al plebiscito de 1980). El Partido Colorado obtuvo el 42% del total de votos emitidos, quedando en segundo lugar tras el Partido Nacional.
Los resultados internos del Partido Colorado arrojaron una clara victoria de los sectores opositores al régimen dictatorial en los 19 departamentos en una relación de 2 a 1, y las hojas de votación triunfantes fueron la base de las fórmulas para las elecciones de 1984, en las que triunfo la fórmula Sanguinetti-Tarigo.

## Elecciones Presidenciales de 1984
En estas elecciones, con Jorge Batlle proscripto por la dictadura,  triunfo el Partido Colorado con el 41% de los votos. Obtuvo 13 senadores y 41 diputados, por lo cual debió negociar con otras fuerzas políticas, sobre todo los blancos, para lograr las mayorías necesarias para gobernar. El presidente electo fue Julio Sanguinetti y el vicepresidente Tarigo, ambos del sublema "Batllismo". El gobierno debió restablecer las relaciones diplomáticas con varios países tras la ruptura durante la dictadura. También se aprobó, con los votos colorados y dos tercios de los blancos, la Ley de Caducidad, que otorgaba amnistía a los militares que cometieron abusos durante la dictadura. Esta ley fue muy polémica y su aprobación se llevó a cabo luego de cuatro días de constantes debates y acuerdos parlamentarios. La oposición frentista y las organizaciones de derechos humanos apelaron a la Suprema Corte en 1988, que la declaró constitucional por tres votos contra dos. En 1989, luego de recogidas 600.000 firmas, se intentó derogar esta ley por referéndum, pero no se logró hacerlo ya que dicha ley obtuvo un apoyo del 57% de los votos y ganó en 18 de los 19 departamentos. Solo en Montevideo la opción a favor de derogar la ley superó la opción de mantenerla. En 1988 hubo una escisión dentro del Batllismo, lo que dio paso al nacimiento del Foro Batllista.

## Elecciones Municipales de 1984
El mismo día de las elecciones nacionales, se llevaron a cabo las elecciones departamentales donde se renovaron los cargos de intendentes y juntas departamentales. El Partido Colorado obtuvo una contundente victoria al alcanzar la victoria en 12 de 19 departamentos. Ganó todos los reductos históricos del Partido Colorado (Montevideo, Canelones, Río Negro, Artigas y Salto), solo perdió en los 7 bastiones blancos, en algunos casos como Tacuarembo y Durazno fue derrotado por muy escaso margen. En Colonia perdió por solo 9 votos.

## Elecciones internas de 1989
En 1989 se celebra una elección interna en el Batllismo luego de que Sanguinetti impulsara la candidatura de Tarigo y Batlle se opusiera a ella. En la elección llevada a cabo el 28 de mayo de 1989, Batlle ganó en los 11 departamentos más poblados y conquistó la candidatura presidencial por amplio margen. Tarigo solo derrotó a Batlle por amplio margen en Flores, donde obtuvo el 65% de los votos. El grado de dureza, de confrontación que tuvieron, fue un elemento muy destructor para el Batllismo Unido, que se dividió en Foro Batllista (socialdemócrata) y Lista 15 (conservador-liberal).
Batlle es elegido en esas elecciones como el sucesor de la candidatura del Batllismo Unido y el resultado es conocido: un sector disconforme con el resultado impulsa la candidatura de Faingold-Vispo, que no obtiene peso en la interna, el Partido Colorado pierde por amplio margen y Batlle supera por menos de un punto porcentual a su otro rival, Jorge Pacheco Areco.

## Elecciones Nacionales de 1989
En estas elecciones el Partido Colorado llegó en segundo lugar con el 30% de los votos. Ganó solo en Río Negro (cargos nacionales). En la interna colorada ganó Jorge Batlle con el 50% de los votos colorados, seguido por Pacheco Areco con el 49%. Una tercera fórmula (Fernadez Faigold-Vispo) obtuvo 14.000 votos que representaron solo el 1% del apoyo colorado. La mejor votación la obtuvo en Río Negro con el 45%, seguido por Artigas con el 40%. La peor votación la obtuvo en Montevideo y San José con el 25%. Obtuvo 30 diputados y 9 senadores, totalizando 39 legisladores en la Asamblea General. Por un acuerdo con los blancos, hubo algunos ministros colorados en la administración Lacalle.

## Elecciones Departamentales de 1989
En estas elecciones el Partido Colorado solo triunfo en dos departamentos, Artigas y Río Negro. En el primero por muy escaso margen. Obtuvo 16 ediles en ambos departamentos. La peor representación la tuvo en Montevideo con 6 ediles y el 25% de los votos. El mejor porcentaje lo logró en Río Negro con el 45%. 

## Elecciones Nacionales de 1994
Estas fueron las elecciones más reñidas de la historia, la diferencia entre el primer y el tercer partido fue de solo 1,75%. El Partido Colorado, el Nacional y el Frente Amplio obtuvieron cerca del 30% de los votos. Pero la victoria fue para los colorados, que ganaron con el 32% de los votos y Julio María Sanguinetti se convirtió en el primer presidente reelecto en el periodo post dictadura cívico militar. Sanguinetti obtuvo el 84% de los votos colorados, que se traduce en medio millón de votos, a los que se sumaron los cien mil votos de Batlle y los cincuenta mil de Pacheco, que fueron cruciales para la ajustada victoria. Sanguinetti debió formar acuerdos para gobernar, ya que el parlamento quedó dividido en tercios: 11 senadores el Partido Colorado, 10 el Partido Nacional y 10 el Frente Amplio y el Nuevo Espacio. En diputados el Partido Colorado obtuvo solo 32 diputados. 
En este periodo se utilizó el veto presidencial en varias ocasiones. En 1996 se aprobó la reforma constitucional que introdujo el balotaje, la eliminación de la discriminación entre lemas accidentales y permanentes, y la creación de un ciclo electoral. Esta reforma fue aprobada con el respaldo del Partido Colorado, el Partido Nacional, Asamblea Uruguay (sublema del FA) y el Nuevo Espacio. En el plebiscito realizado el 8 de diciembre la reforma se aprobó por mínimo margen con el 50,2% de los votos a favor contra el 47% de los votos en contra.

## Elecciones Departamentales de 1994
En estas elecciones el Partido Colorado triunfa en 7 departamentos, obteniendo las respectivas intendencias. Trinunfo en Artigas, Salto, Canelones, Rivera, Florida, Rocha y Río Negro. En todos obtuvo 16 ediles. En Montevideo se mantuvo en el mismo nivel de la elección anterior. En cuanto a elecciones departamentales, llegó primero con el 31,5%, seguido por el Partido Nacional con el 31% y el Frente Amplio con 27% (iguales guarismos que en cargos nacionales). La peor representación la obtuvo en San José con 8 ediles y el 28% de los votos.

## Elecciones Internas del Foro Batllista de 1998
En 1998 se decidió mediante elección el precandidato del Foro Batllista. Estaban habilitados los convencionales y dirigentes del Partido Colorado. De los tres candidatos, Luis Hierro fue quien resultó vencedor con mayoría relativa de votos, seguido por Hugo F. Faingold.

## Elecciones Internas de 1999
El 25 de abril de 1999 se celebraron las primeras elecciones internas tras la reforma constitucional de 1996. En el Partido Colorado comparecieron 5 candidatos, de los cuales dos polarizaron el electorado del Partido. Las encuestas, desde hacía meses, vaticinaban la victoria de Luis Hierro, del foro batllista, sobre Jorge Batlle, de la lista 15. Pero días antes de los comicios un número importante de frentistas voto dentro del Partido Colorado, y por Batlle, lo que aumentó el caudal de votos del líder quincista, que ganó con gran amplitud en la capital. Hierro, con altibajos, triunfo en el interior, pero por escaso margen: 51% de Hierro contra 47% de Batlle. Batlle tuvo una holgada victoria en Colonia, bastion de la lista 15. En Montevideo Batlle superó el 60%. Este último logró la candidatura presidencial con el 55% de los votos colorados contra el 44% de Hierro y el 1% de los otros tres candidatos. El Partido Colorado fue la fuerza política más votada con el 39% de las adhesiones, contra el 31% del Frente Amplio y el 28% del Partido Nacional.

## Elecciones Nacionales de 1999
En estas elecciones el Partido Colorado obtuvo el 32% de los votos, 33 diputados y 11 senadores. Se convirtió en la segunda fuerza parlamentaria. Obtuvo su mejor porcentaje en Salto con el 43%, y el peor en San José con el 28% de los votos. Obtuvo diputados en todos los departamentos, varios de ellos, como Colonia, San José y Flores, presentaron al electorado dividido en tercios. Ganó en 9 departamentos, contra 6 del Partido Nacional y 4 del Frente Amplio. En Maldonado perdió por solo 120 votos. Los sectores colorados más votados fueron el Foro Batllista y la Lista 15. Otros sectores locales solos o en alianzas con corrientes de los dos sublemas mayores obtuvieron porcentajes de entre el 5 y el 20% según el departamento.

## Balotaje de 1999
En la primera vuelta de las elecciones de 1999 ningún partido logró la mayoría absoluta de votos válidos, por lo cual se celebró una segunda vuelta el 28 de noviembre del mismo año. El Partido Colorado fue el ganador. Jorge Batlle se convirtió en el primer presidente electo en segunda vuelta. Al electorado colorado obtenido en primera vuelta, se sumaron el 90% de los votos blancos (tras pactar una coalición), el 100% de los adherentes de la Unión Cívica y el 33% de los votantes del Nuevo Espacio. Jorge Batlle obtuvo el 53%, ganó en los 18 departamentos del interior y en algunos barrios de Montevideo. En Paysandú se registraron resultados muy reñidos y Batlle ganó con mayoría relativa 49% contra 47% de Vázquez, el candidato del Frente Amplio. La fórmula Batlle- Hierro fue la primera en superar el millón de votos, y fue la más votada hasta el momento, obtuvo 20.000 votos más que la fórmula Vázquez-Nin que ganó en primera vuelta en 2004.

## Elecciones Departamentales de 2000
El 8 de mayo de 2000 se celebraron las primeras elecciones departamentales separadas de las nacionales. El Partido Colorado ganó 5 intendencias (Artigas, Salto, Río Negro, Rivera y Canelones). La gran sorpresa fue la victoria en Canelones, donde diversos sondeos pronosticaban la victoria del Frente Amplio por escaso margen. El partido colorado logró revertir la tendencia a último momento gracias al aporte de varios miles de votantes blancos debido a la polarización de la elección entre los colorados y los frentistas. 
Tabaré Hackenbruch obtuvo el 25% de los votos, que sumados al 20% de Chiesa le dieron su tercera victoria, superando claramente a Spinoglio, el candidato frentista. El Partido Colorado votó muy bien en las zonas rurales, donde triunfo por muy amplio margen. En las zonas pobladas la elección estuvo muy pareja con el Frente Amplio. En los demás departamentos donde triunfo el Partido Colorado ya era previsible dicho resultado. En el caso de Artigas obtuvo la mejor votación desde 1966, llegando al 58% de los votos y consiguiendo 19 ediles. Con respecto a los departamentos donde perdió, se pueden ver notorias diferencias según el departamento. 
En Flores, Cerro Largo y San José hubo una fuga de votos hacia el Partido Nacional, el Partido Colorado quedó relegado al tercer lugar, y en el caso de San José, con solo el 6% y 2 ediles. En Montevideo el Partido Colorado voto muy bien, obtuvo el 28% de las adhesiones pero no ganó en ningún barrio capitalino. En Paysandu y Tacuarembo obtuvo una votación regular, en torno al 15%. En los demás departamenos se mantuvo en el mismo nivel de 1994. El departamento donde el Partido Colorado logró mayor cantidad de ediles fue en Artigas con 19, seguido por Salto, Río Negro, Rivera y Canelones con 16 cada uno. La peor representación fue en San José con 2 ediles.
| Departamento   | Partido Colorado |
| Montevideo     | 249.411          |
| Canelones      | 119.605          |
| Maldonado      | 22.067           |
| Rocha          | 18.301           |
| Treinta y Tres | 9.175            |
| Cerro Largo    | 6.899            |
| Rivera         | 30.650           |
| Artigas        | 27.132           |
| Salto          | 30.443           |
| Paysandú       | 13.296           |
| Río Negro      | 13.463           |
| Soriano        | 20.605           |
| Colonia        | 30.625           |
| San José       | 3.943            |
| Flores         | 1.949            |
| Florida        | 17.520           |
| Durazno        | 12.430           |
| Lavalleja      | 14.481           |
| Tacuarembó     | 8.221            |
| Totales        | 650.216          |

## Elecciones internas de 2004
La votación del Partido Colorado fue de 15-16 por ciento de la votación total, y en la interna del partido la candidatura del escribano Guillermo Stirling (alianza Foro Batllista y Lista 15) se impuso con más del 90%, contra el 7% de Alberto Iglesias (Unión Colorada y Batllista) y el 2% de Ricardo Lombardo, Manuel Flores Silva  y otros precandidatos. El Partido Colorado llegó tercero en todos los departamentos excepto Rivera, donde ocupó el segundo lugar.

## Elecciones Nacionales de 2004
En estas elecciones el Partido Colorado obtuvo el peor porcentaje de su historia. Obtuvo el 10,4% de los votos, 10 diputados, 3 senadores y solo 3 lugares de los 95 cargos de las juntas electorales, repartidas a razón de 5 por departamento. La mejor votación la obtuvo en Rivera con el 22%, seguido por Artigas con el 16% y Salto con el 15%. En los departamentos más poblados perdió entre el 60 y el 70% del electorado de 1999. La peor votación la obtuvo en Paysandu con el 5% de los votos, seguido de Montevideo con el 8%, San José con el 9%, Canelones el 9% y Maldonado también con el 9%. Obtuvo 1 de los 5 diputados de Maldonado, 1 de los 3 diputados de Rivera y 1 de los 14 diputados de Canelones. Según las encuestas, el Partido Colorado, luego de un crecimiento constante entre diciembre de 2003 a marzo de 2004, inició una lenta caída del 18% a menos del 10% y luego un leve repunte que le permitió alcanzar esa cifra. Una de las explicaciones es la polarización entre el Encuentro Progresista-Frente Amplio- Nueva Mayoría y el Partido Nacional.

## Elecciones Departamentales de 2005
En mayo de 2005 se celebraron las segundas elecciones departamentales separadas de las nacionales. El Partido Colorado solo triunfo en Rivera, donde obtuvo el 50% de los votos y el ganador Tabare Viera obtuvo el 90,2% de los votos colorados contra el 7,8% del otro candidato y los votos al lema. Experimento una recuperación parcial de los votos perdidos en octubre, llegando al 17% en todo el país, recuperación debida al fuerte crecimiento en Montevideo, donde el candidato Bordaberry triplico los votos colorados de octubre alcanzando el 26%, y en el norte, donde el Partido Colorado superó el 20% en Artigas, Salto y Rivera. Pese a ello el Partido Colorado llegó tercero en 17 departamentos, segundo en Montevideo y conquistó Rivera. 
En San José y Maldonado se profundizo la fuga de votos debido a la polarización entre los blancos y el Frente Amplio, el Partido Colorado solo obtuvo 2,5% en esos departamentos, quedándose sin ediles por primera vez en la historia. Obtuvo ediles en los 17 departamentos restantes, siendo las mejores representaciones las de Rivera con 16 ediles, Montevideo con 8, Artigas con 6, Salto con 5 y Florida con 4. Las peores representaciones las obtuvo en Tacuarembo con un solo edil y Maldonado y San José donde no obtuvo lugares en las juntas de esos departamentos. En 13 departamentos voto por debajo del 10%, y en 5 lo hizo por debajo del 5%. En todo el país obtuvo 53 ediles.

## Elección de Jóvenes de 2007
El primero de diciembre de 2007 se llevaron a cabo las primeras elecciones juveniles y las primeras elecciones organizadas por el partido desde 1988, en las elecciones, contra todas las previsiones, votaron 46.559 jóvenes de entre 14 y 30 años, la mayoría de Montevideo y los ex bastiones colorados (Maldonado, Canelones, Salto, Artigas y Rivera). Los grupos que se presentaron fueron el Foro Batllista, la Lista 15, Uruguay es Posible, Vamos Uruguay, Movimiento Plancha y otros grupos independientes.
El escrutinio de los votos se llevó a cabo con la colaboración de experimentados funcionarios electorales. Los resultados arrojaron la victoria del Foro Batllista con el 36% de las adhesiones, seguido por Vamos Uruguay con el 29%, la lista quince con el 20%, Uruguay es Posible con el 10% y el Movimiento plancha con el 1% de los votos. La sorpresa fue el crecimiento de Vamos Uruguay, que quedó segundo, desplazando a la lista 15 al tercer lugar. En enero de 2008 se inició una investigación por denuncias de irregularidades en la elección de jóvenes en Maldonado, donde se constataron entre otras irregularidades, que en un circuito votaron más personas que habitantes del lugar.

## Elecciones internas de 2009
En los comicios de junio de 2009, el Partido Colorado obtuvo el 12% de los votos emitidos a partidos, casi el doble de lo pronosticado por las encuestas. La mejor votación la obtuvieron en Salto con el 25% y la peor en Cerro Largo con el 7%. Los colorados eligieron a Pedro Bordaberry candidato único a la Presidencia de la República. Bordaberry triunfó con el 72% de los votos colorados, seguido por José Amorín con el 14%, Luis Hierro el 12%, Daniel Lamas el 0,6% y los demás precandidatos con el 0,2%. Bordaberry triunfó en todos los departamentos excepto Rivera, dónde Hierro logró la victoria. Estos resultados motivaron la preparación de varias listas al Senado para las elecciones de octubre.

## Elecciones presidenciales de 2009
El Partido Colorado experimentó un considerable crecimiento, incluso superior al pronosticado por la mayoría de las encuestadoras, dicho crecimiento fue a costa de electores del Partido Nacional y el Partido Independiente (este último marcaba entre 3 y 4% en las encuestas y obtuvo solo el 2,4%). El Partido Colorado obtuvo el 17% de los votos, igual porcentaje que en las elecciones departamentales de 2005 y 7 puntos superior a las elecciones presidenciales de 2004. Pese a ello llegó tercero en los 19 departamentos pero superó el 20% de los votos en Maldonado, Rivera y Salto y superó el 10% en las 19 comunas. Obtuvo 5 senadores y 17 diputados. La revelación la constituyó Vamos Uruguay, que obtuvo tres senadores y una nutrida bancada en diputados. El Foro Batllista y la Lista 15 se presentaron aliados bajo el sublema Propuesta Batllista (ProBa), que recuperó posiciones con respecto a la interna, logrando 2 senadores (José Amorín y Tabaré Viera). Hubo renovación parcial en las bancadas coloradas, ya que el expresidente Sanguinetti no se postuló nuevamente al Senado y los diputados Daniel García Pintos y Washington Abdala no fueron reelectos.

## Balotaje de 2009
Tras conocerse los resultados de las elecciones, Pedro Bordaberry manifestó que votaría por el Dr. Lacalle en la segunda vuelta, la mayoría de los dirigente colorados apoyó la candidatura de Lacalle pero hubo quienes optaron por apoyar a Mujica, por ejemplo la edila por Montevideo Glenda Roldán y la agrupación del dirigente joven Diego Fau. Según la consultora Equipos Mori, de los 17 puntos porcentuales obtenidos por el Partido Colorado, 11 se inclinan a votar a Lacalle en segunda vuelta, otros dos votaría por Mujica y 4 puntos se encuentra indeciso o lo haría en blanco o anulado. Según la encuestadora Factum el 11 y ½ del 17 por ciento obtenido por los colorados optaría por votar a Lacalle y un 1 y ¼ que eligiría Mujica-Astori, además hay un 4 y 1/4 % de colorados indefinidos, la consultora considera a estos últimos como un porcentaje muy alto.

## Elecciones Departamentales de 2010
El 9 de mayo de 2010 se celebraron las terceras elecciones departamentales separadas de las nacionales. El Partido Colorado ganó 2 intendencias (reconquistó Salto y mantuvo Rivera). La gran sorpresa fue la victoria en Salto, donde diversos sondeo pronosticaban la victoria del Frente Amplio por amplio margen. El partido colorado logró revertir la tendencia a último momento gracias al aporte de varios miles de votantes blancos debido a la polarización de la elección entre los Coutinho y Fonticiella. 
En Flores, Cerro Largo, Treinta y Tres, Florida y San José hubo una fuga de votos hacia el Partido Nacional, el Partido Colorado quedó relegado al tercer lugar, y en el caso de San José, con solo el 3% y 1 edil. En Montevideo el Partido Colorado voto por encima de los guarismos de octubre de 2009, obtuvo el 18% de las adhesiones pero no ganó en ningún barrio capitalino. En Paysandu y Tacuarembo obtuvo una votación inferior al 10%. En los demás departamenos se mantuvo en el mismo nivel de 2005. El departamento donde el Partido Colorado logró mayor cantidad de ediles fue en Salto con 16 ediles, al igual que Rivera, en Montevideo logró 7 ediles, igual representación que el Partido Nacional.
Mejores porcentajes logrados por el Partido Colorado
| Departamento | Partido Colorado |
| Rivera       | 49%              |
| Salto        | 42%              |
| Montevideo   | 18%              |
| Maldonado    | 12%              |

## Elección de Jóvenes de 2010
En estas elecciones triunfa el sublema Vamos Uruguay con el 44% de los votos. Los sectores de Propuesta Batllista triunfan en Rivera, Artigas y Maldonado.

## Elección de Jóvenes de 2012
En esta elección triunfa Vamos Uruguay a nivel nacional.
En Maldonado el sector Movida Joven”, la agrupación que responde a Propuesta Batllista, obtuvo  el 89,32 por ciento de los votos de los jóvenes colorados. “Vamos Maldonado” del diputado Germán Cardoso recibió el 7.33 por ciento de los votos y “Renovar Maldonado” del dirigente Marco Correa contó con el 3.34 por ciento de los sufragios.

## Elección interna de 2014
En junio de 2014 se llevaron a cabo las elecciones de los órganos deliverativos nacionales y departamentales. Pedro Bordaberry repitió la votación de 2009, obteniendo tres cuartos de los votos colorados. José Amorín aumentó su votación tras la unificación del batllismo, obteniendo un cuarto de los votos colorados. A nivel departamental Amorín ganó en Artigas y Rivera mientras que Bordaberry triunfó en los demás departamentos.

## Elecciones generales de 2014
En octubre el Partido Colorado obtiene el 13% de los votos, que se tradujo en 13 diputados y 4 senadores, obteniendo una performance levemente inferior a la de 2009. En segunda vuelta el Partido Colorado en general apoyó a Luis Alberto Lacalle Pou.

## Elecciones departamentales de 2015
En estas elecciones el Partido Colorado pierde la intendencia de Salto por escaso margen y amplia su hegemonía en Rivera (19 ediles). En general diversas alianzas de dirigentes departamentales con el Partido Nacional llevaron a la pérdida de representación en  Treinta y Tres, San José y Cerro Largo. En el caso de Montevideo, tras participar en la alianza con el Partido Nacional y Novick, obtuvo tan solo el 2% de los votos, quedando sin ediles en el departamento por primera vez en su historia. Siendo oposición la mejor representación la obtiene en Salto con 13 ediles y Artigas con 4. En Canelones mantuvo los tres ediles que tenía y en el resto de los departamentos donde obtuvo representación obtuvo uno o dos ediles.

## Elección de Jóvenes de 2017
En estas elecciones el Partido Colorado, en pleno proceso de reorganización tras la pérdida de un diputado y un senador que se incorporaron al Partido de la Gente, los resultados fueron de 25.000 votos. Compitieron 200 listas en todo el país.

## Elecciones internas 2019
En estas elecciones el Partido colorado obtiene 180.000 votos, 40.000 más que en la elección anterior y es la primera fuerza electoral en Rivera y Salto. En el otro extremo, obtuvo el cuarto lugar en Cerro Largo. Ernesto Talvi triunfa con el 53% de los votos, derrotando al expresidente Julio María Sanguinetti que obtuvo el 35% y José Amorín Batlle que logró el 13%. A nivel departamental Talvi ganó en 12 departamentos, Sanguinetti en 6 y Amorín en uno (Salto). 
En estas elecciones no participó Pedro Bordaberry, que se retiró de la actividad política. Un dirigente colorado que adquirió notoriedad fue "el Maneco", candidato a alcalde de Tranqueras, quien se hizo famoso por su jingle para estas internas.

## Elecciones Generales 2019
En estas elecciones el Partido Colorado resultó tercero a nivel nacional por cuarta vez consecutiva y obtuvo el 12,53%, la segunda peor votación de su historia (solo superada por la de 2004), pero mantuvo sus 13 diputados y 4 senadores obtenidos en la elección anterior. Por primera vez desde 1999 fue el partido más votado en una elección nacional en un departamento (en esta ocasión Rivera) pero resultó por primera vez en su historia en cuarto lugar en siete departamentos (Artigas, Cerro Largo, Treinta y Tres, Rocha, Durazno, Tacuarembó y Maldonado) siendo superado por los partidos Frente Amplio, Nacional y Cabildo Abierto. En general no hubo variaciones importantes entre las elecciones de 2014 y esta a nivel departamental, la mayor pérdida de votos fue en Artigas, dónde obtuvo 9% y la mayor ganancia en Flores, dónde obtuvo 19% 

## Balotaje de 2019
De cara a la segunda vuelta entre el Frente Amplio y el Partido Nacional, el Partido Colorado, por tercera vez consecutiva, apoyó al Partido Nacional y en esta oportunidad acordó integrar una coalición de gobierno con blancos, cabildantes, independientes y el Partido de la Gente.